# 나카조 히사야
나카조 히사야(中条比紗也, 1973년 9월 12일 ~ 2023년 10월 12일)는 일본의 만화가이다. 1973년 9월 12일 일본 오사카에서 태어났으며 1994년 하나토유메에 '하트의 과실' 로 데뷔하였다. 대표 만화 작으로 아름다운 그대에게가 있다.